# Økologisme
Økologisme er en politisk ideologi som fokuserer på det miljø som omgiver mennesket, på naturens kredsløb og på det der opfattes som naturlig balance. Ideologien er baseret på holdningen om, at den ikke-menneskelige verden er værdig til moralsk overvejelse, og at dette bør tages i betragtning i sociale, økonomiske og politiske systemer.
Tanken er at mennesker skal leve, så jordens ressourcer ikke ødelægges. Den økologiske balance er den vigtigste af alt. Uden den har vi ingen jord. Derfor bør man ikke forbruge mere, end man har brug for. Man skal ikke købe varer, der skal fragtes over hele kloden. Politiske beslutninger bør træffes af dem, det berører (decentralisering), ikke af politikere langt væk.